# Richard Hooker

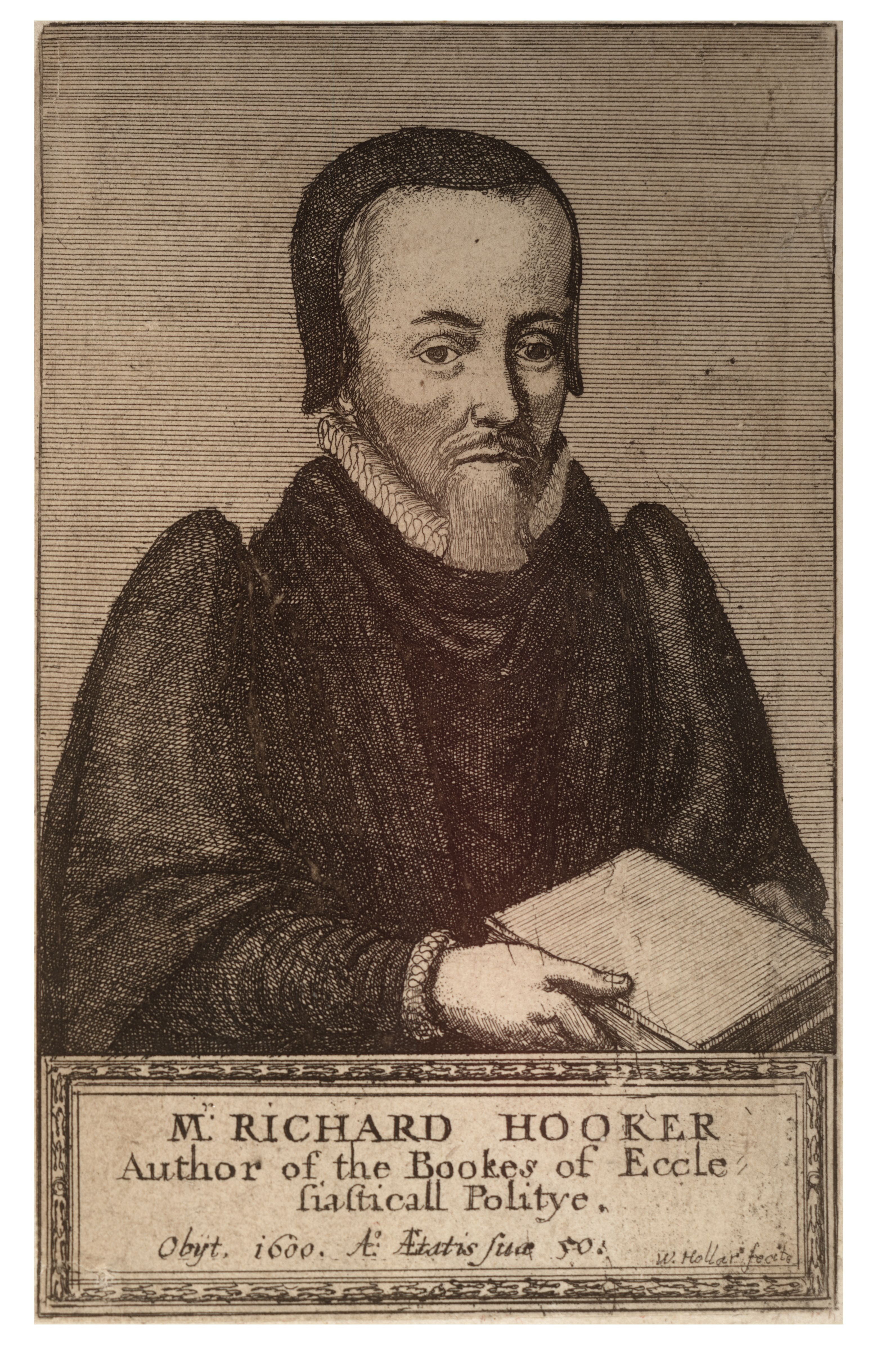
Richard Hooker.

Richard Hooker (marzo de 1554 – 3 de noviembre de 1600) fue un sacerdote y teólogo de influencia. Su énfasis en la razón, tolerancia e inclusión influyó de manera considerable en el desarrollo del anglicanismo, y es considerado, junto a Thomas Cranmer y Mathew Parker, uno de los fundadores de la Iglesia de Inglaterra.

## Biografía
Hooker nació, en familia de situación estable pero ni noble ni acomodada, en la región de Exeter (Condado de Devon) alrededor de la Pascua de Resurrección en 1554. Su tío, John Hooker fue bastante exitoso y prestó servicio público en Exeter. Richard asistió a la escuela en esa ciudad hasta 1569.
Gracias a la ayuda de su tío, Richard asistió al Colegio de Corpus Christi en la Universidad de Oxford. Fue ordenado al sacerdocio en 1579 por el obispo (anglicano) de Londres, quien lo empleó como tutor de su hijo. Hooker también fue tutor del nieto del arzobispo (anglicano) Thomas Cranmer. Durante este periodo Hooker pertenecía al ala de Iglesia alta (anglicana influida por el catolicismo) de la iglesia. 
En 1581 Hooker fue asignado a Antigua Catedral de San Pablo. En esa época contrajo matrimonio con una señorita cuya familia pertenecía al ala "puritana" de la misma iglesia anglicana. Biográfos ingleses remarcan que la situación familiar requirió de Richard la paciencia de un santo. 
En 1584 Hooker fue nombrado cura residente en una parroquia de Buckinghamshire donde pronto llamó la atención de la reina Isabel I de Inglaterra, quien lo nombró rector de la Iglesia del Templo (Londres). Poco después fue nombrado sub deán en la catedral de Salisbury y rector de una parroquia en Wiltshire.
En 1595 Hooker fue nombrado rector de la parroquia de St Mary's en Kent, lugar donde murió en 1600.

## Obra
No se puede sobrestimar la influencia de la obra de Hooker, especialmente su tratado sobre la relación entre la iglesia y el estado civil (Of the Laws of Ecclesiastical Polity) que fue publicado, en ocho volúmenes, a partir de 1593. Sin embargo, sus obras se extienden a otras áreas e intereses. 

### Sermón sobre la Justificación
Uno de sus trabajos de mayor importancia es su sermón titulado: "Un discurso educado sobre la justificación, las obras y el como la fundación por la fe es derrocada". En este sermón Hooker defiende la posición de justificación epistémica '"Sola fide" (justificación por la fe) pero agrega que incluso quienes no la comprenden o aceptan pueden ser salvados por Dios. Esto implica -especialmente en el contexto de la época- que incluso los católicos no están necesariamente condenados. (contrario a lo que los teólogos puritanos proponían) Esta posición enfatiza la creencia de Hooker que los cristianos deben concentrarse en lo que los une más que en lo que los divide.
Lo anterior (y otros sermones y pronunciamientos similares) dio origen -como se ha sugerido- a un debate mayor entre Hooker y los partidarios del puritanismo, especialmente con los representantes del calvinismo, quienes mantenían una posición que desagradaba a Hooker -Lutero, por ejemplo, enseñó que la salvación es un regalo exclusivamente de Dios, dado por la gracia a través de Cristo y recibido solamente por la fe. - Este debate ocasionó que finalmente Hooker escribiera su obra maestra:

### De las Leyes de la Sociedad Eclesiástica
En esta obra (ocho volúmenes, algunos publicados después de su muerte) Hooker aboga por un camino intermedio (Vía Media) entre el catolicismo y el puritanismo. Argumentando que es importante reconocer que la Biblia fue escrita en un contexto histórico determinado y en relación con situaciones específicas Hooker sugiere que tanto la razón como la tradición son relevantes cuando se interpretan las escrituras. 
En principio, Hooker fue influido por la obra de Tomás de Aquino (pero ver más abajo acerca de como lo adaptó) para rechazar, aunque no totalmente, la posición de Martín Lutero y Juan Calvino acerca del "sacerdocio de todos los creyentes" que implicaba la remoción de los clérigos y el aparato de la iglesia.
Lo que está detrás de esta disputa aparentemente teológica y puramente acerca de la mejor manera de reglar y organizar una iglesia es la posición que el rey en general y la reina en el caso específico tendría en la jerarquía de la iglesia anglicana. Si la posición protestante fuera seguida al extremo lógico (de ser gobernada por un grupo de "elegidos por Dios") la posición de la reina como cabeza de la iglesia no es aceptable. Por otra parte, si el monarca es nombrado por Dios para gobernar, no es aceptable que cualquier o toda parroquia tenga derecho a decidir por sí misma en asuntos de doctrina. 
La solución que Hooker propuso fue, como se ha visto, un camino intermedio a las posiciones tanto del catolicismo como del protestantismo. Por un lado acepta tanto la tradición -que sustenta tanto la organización establecida- como el principio de autoridad para interpretar esa tradición pero al mismo tiempo acepta el principio de justificación por la fe, que abre la posibilidad de interpretaciones individuales -por la gracia divina-. Esto, a su vez, se justifica en una reinterpretación "latitudinaria" del trabajo de Aquinas.

#### Interpretación "latitudinaria" del escolasticismo
Por latitudinaria se entiende una interpretación bastante libre. Hooker interpretó la posición del escolasticismo en general y Aquinas en particular como significando que la organización de la iglesia -y cualquier otro organismo, incluido el estado- es una materia indiferente para Dios. Hooker alega que hay reinos (y reyes) buenos y malos. Igualmente, hay democracias buenas y malas. Buenos obispos, pero también malos. Así como los buenos no transforman sus respectivas posiciones en "buenas y necesarias" desde el punto de vista divino, tampoco los malos vician necesariamente esas mismas instituciones. 
Igualmente, Hooker alega que "asuntos menores" de doctrina no son los que deciden si una persona salva o no su alma. Tales asuntos no pasan de ser "andamiajes" que rodean y apoyan la vida moral y espiritual de los creyentes. 
Específicamente acerca del problema de la autoridad como fuente de interpretación Hooker argumenta que tal autoridad proviene de la Biblia y de la tradición de la iglesia temprana, pero que tal autoridad es algo que se tiene que basar en la piedad (entendida como dedicación religiosa o espiritualidad) más que resultando de una investidura formal. Esto debido a que la autoridad debe ser obedecida aun cuando esté equivocada, situación que solo puede ser resuelta a través de la razón correcta y el Espíritu Santo
En resumen, la posición de Hooker es que lo que es importante en los ojos de Dios no es lo formal sino lo moral, la actitud con que la que un individuo se aproxima a Dios y las prácticas religiosas. Acerca de esto. un aspecto central es que esos individuos logren una armonía entre la razón y la fe en su vida personal, armonía que implica una tolerancia hacia percepciones y estilos de vida diferentes.

## Legado e influencia
El rey James I dijo: "No observo en el Sr Hooker un lenguaje afectado o pretencioso, sino una comprensión profunda y una clara manifestación de la razón que se apoya en la autoridad de las escrituras, sus padres fundadores, los sabios y la ley tanto sagrada como civil".
Como se ha notado, Hooker es uno de los principales fundadores de la teología de la iglesia anglicana. Su visión fue dominante durante los siglos XVIII y XIX y se mantiene con bastante presencia en el presente.
Políticamente, el énfasis de Hooker sobre la necesidad de moderación, tolerancia e inclusión influyó en  el desarrollo del sistema político inglés, especialmente las percepciones tanto del conservadurismo como otras, por ejemplo, a través de John Locke quien cita a Hooker numerosas veces en el segundo de su Dos tratados sobre el gobierno civil.